# Turkovići (Ravno, BiH)
Turkovići su selo općini Ravno, Federacija Bosne i Hercegovine, BiH.

## Zemljopisni položaj
Smješteni su na jugozapadnim padinama brda koji okružuju Popovo polje, na nekadašnjoj trasi uskotračne pruge Gabela – Zelenika. Nalaze se na prosječnoj nadmorskoj visini od 300 metara [nedostaje izvor].

## Poznate osobe
- Stojan Vučićević, hrvatski pjesnik, putopisac, prevoditelj i novinar

## Zanimljivosti
U Turkovićima se nalazila jedna od postaja na željezničkoj pruzi Gabela – Zelenika. Postojala je stanična zgrada (u kojoj je rođen pjesnik Stojan Vučićević), dva kolosijeka, treći slijepi, te (u početcima pruge) ugljenara.